# 廣幡前豐
廣幡前豐（1742年3月26日—1784年1月11日），是江戶時代中期的公卿，也是正親町源氏清華家的廣幡家當主。

## 生涯
廣幡前豐在寬保二年（1742年）出生，初名輔忠，是父母廣幡長忠及醍醐氏（醍醐冬熙女）的長子，寶曆元年（1754年）因成為近衛內前的猶子而受賜偏諱（「前」字），並取祖父豐忠的「豐」字，改名前豐。
延享二年（1745年）敘爵從五位下；經任侍從、右近衛權少將與右近衛權中將後，在寶曆四年（1757年）昇敘從三位，位列公卿。
及後他也擔任過權中納言、權大納言和踏歌節會外弁。明和八年（1771年）後櫻町天皇讓位給後桃園天皇，廣幡前豐成為了原桃園天皇女御、新天皇後桃園天皇母親一條富子皇太后的皇太后大夫，不過隨即辭職。安永四年他也（1775年）短暫出任內大臣。
天明三年（1784年）他逝世，享年42歲。